# Вернер Грассманн
Вернер Грассманн (нім. Werner Grassmann; 9 березня 1888, Берлін — 20 жовтня 1943, Берлін) — німецький військово-морський діяч, віце-адмірал крігсмаріне.

## Біографія
3 квітня 1907 квітня вступив на флот кадетом. Пройшов підготовку на навчальному кораблі «Мольтке» і у військово-морському училищі. З 1 квітня 1911 року — вахтовий офіцер на важкому крейсері «Вікторія Луїза». Учасник Першої світової війни, артилерійський офіцер на легкому крейсері «Аугсбург» (1 квітня 1914 — 15 листопада 1917). 16 листопада 1917 року переведений в підводний флот, в червні-листопаді 1918 року — вахтовий офіцер на підводному човні U-141.
Після закінчення війни залишений на флоті. З 1 вересня 1920 року — 2-й офіцер Адмірал-штабу в штабі військово-морської станції «Остзе», з 13 березня 1922 року — офіцер Адмірал-штабу в штабі командувача наземними силами флоту на Балтиці (з перервою з липня 1922 по червень 1923). З 10 червня 1923 року — офіцер Адмірал-штабу в штабу командувача ВМС на Балтиці, з 15 жовтня 1923  року — в штабі командувача легкими силами флоту на Балтиці. 29 вересня 1924 року переведений референтом в Морське керівництво. З 4 жовтня 1927 року — 1-й артилерійський офіцер на лінійному кораблі «Сілезія». З 30 вересня 1929 року — на керівних постах в артилерійській випробувальній комісії. З 22 березня 1932 по 1 квітня 1933 року  командував легким крейсером «Емден». З 6 квітня 1933 року — референт Морського керівництва, а 1 липня 1933 року очолив Кораблебудівний відділ. З 1 жовтня 1934 року — начальник артилерійського відділу. 26 вересня 1935 року призначений начальником училища корабельної артилерії. З 30 вересня 1937 по 22 січня 1939 року — інспектор морської артилерії і президент артилерійської випробувальної комісії. З 1 квітня по 30 червня 1939 року — начальник Конструкторського управління ОКМ.
23 серпня 1939 року очолив Командне управління ОКМ. 7 липня 1941 року призначений командувачем береговою обороною на Західній Балтиці, одночасно з 4 червня по 7 вересня 1941 року виконував обов'язки інспектора морської артилерії. 28 липня 1943 року пост був ліквідований, а сам Грассманн переведений в розпорядження головнокомандувача ВМС. 31 травня 1943 року вийшов у відставку.

## Звання
- Кадет (3 квітня 1907)
- Фенріх-цур-зее (21 квітня 1908)
- Лейтенант-цур-зее (28 вересня 1910)
- Обер-лейтенант-цур-зее (27 вересня 1913)
- Капітан-лейтенант (24 травня 1917)
- Корветтен-капітан (1 квітня 1926)
- Фрегаттен-капітан (1 жовтня 1931)
- Капітан-цур-зее (1 липня 1933)
- Контр-адмірал (1 жовтня 1937)
- Віце-адмірал (1 січня 1940)

## Нагороди
- Орден Леопольда II, лицарський хрест (Бельгія; 19 жовтня 1912)
- Залізний хрест 2-го і 1-го класу
- Орден Білого слона, лицарський хрест (Сіам; 10 серпня 1915)
- Пам'ятна військова медаль (Австрія) з мечами
- Почесний хрест ветерана війни з мечами
- Медаль «За вислугу років у Вермахті» 4-го, 3-го, 2-го і 1-го класу (25 років)
- Застібка до Залізного хреста 2-го і 1-го класу